# Mercedes-Benz W 138
Mercedes-Benz W 138 war die interne Bezeichnung von Daimler-Benz für den Typ Mercedes-Benz 260 D. Der erste Mercedes-Benz-Pkw mit Dieselmotor (Vierzylinder-Reihenmotor) wurde im Februar 1936 in Berlin auf der 26. Internationalen Automobil- und Motorrad-Ausstellung (IAMA) zusammen mit den beiden Modellen 170 V und 170 H vorgestellt.
W 138 und Hanomag Rekord Diesel waren die beiden ersten PKW-Modelle mit Dieselmotor weltweit.

## Entwicklung
Bereits im Herbst 1933 hatte Daimler-Benz einen Dieselmotor entwickelt und in verschiedene Versuchswagen des Typs Mannheim eingebaut. Der Sechszylinder-Reihenmotor hatte 3818 cm³ Hubraum und leistete über 80 PS (59 kW) bei 2800/min. Durch die beträchtlichen Schwingungen kam es jedoch bei hohen Drehzahlen zu Rahmenbrüchen, sodass das Konzept wieder verworfen wurde.

## Typ 260 D (Nullserie, 1936–1937)
Anschließend wurde ein Vierzylindermotor mit 2,6 Litern Hubraum entwickelt und 1936 in ca. 170 Pullman-Landaulets des Typs Mercedes-Benz 230 (W 21) eingebaut. Der obengesteuerte Motor des Typs OM 138 mit 2545 cm³ Hubraum leistete 45 PS (33 kW) und ermöglichte eine Höchstgeschwindigkeit von 90 km/h. Das Kürzel „OM“ bedeutet „Oel-Motor“, einen Motor, der mit Leichtöl/Diesel betrieben wird, und wird bis heute für die Dieselmotoren der Mercedes-Benz Group verwendet. Über ein Vierganggetriebe (mit Schnellgang 1 : 0,73) wurden die Hinterräder angetrieben. Alle vier Räder haben hydraulisch betätigte Trommelbremsen und sind einzeln aufgehängt: hinten an einer Pendelachse mit Schraubenfedern, vorn an zwei quer eingebauten Blattfedern.
Alle diese Fahrzeuge wurden als Taxis eingesetzt und funktionierten zufriedenstellend.

## Typ 260 D (1937–1940)

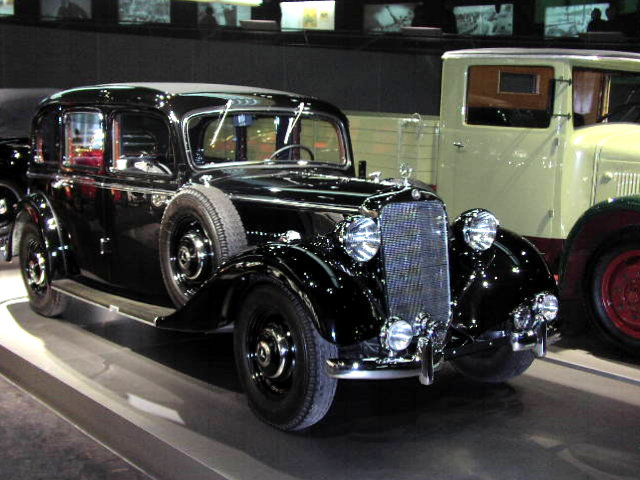
Mercedes-Benz 260 D Pullman-Limousine (1938)

Mit dem Modellwechsel beim Typ 230 vom W 21 zum W 143 im Jahr 1937 nutzte man dessen Fahrgestell und Karosserie auch für den Diesel. Somit war der Diesel nicht mehr nur in Taxis mit langem Fahrgestell, sondern auch in viersitzigen Limousinen und Cabriolets erhältlich. Gleichzeitig erhielten die Wagen ein neues Vierganggetriebe ohne Schnellgang. Die Höchstgeschwindigkeit stieg auf 94 km/h.
Im Jahre 1937 kostete ein 260 D als Limousine 6.800 RM (entspricht heute ungefähr 35.700 EUR).
Kriegsbedingt wurde 1940 die Herstellung der Diesel-Pkw eingestellt und erst 1949 mit dem Typ 170 D wieder aufgenommen.

## Technische Daten
|                                              | 260 D                                                                      | 260 D |
| -------------------------------------------- | -------------------------------------------------------------------------- | --- |
| Konstruktionsbezeichnung                     | W 138                                                                      | W 138 |
| Bauzeit                                      | 1936–1937                                                                  | 1937–1940 |
| Motor                                        |                                                                            | |
| Arbeitsverfahren                             | Viertakt-Diesel (mit Vorkammereinspritzung)                                | Viertakt-Diesel (mit Vorkammereinspritzung) |
| Anordnung im Fahrzeug                        | vorn, längs; stehend                                                       | vorn, längs; stehend |
| Motor-Typ / -Baumuster                       | OM 138                                                                     | OM 138 |
| Zylinderzahl / -anordnung                    | 4 / Reihe                                                                  | 4 / Reihe |
| Bohrung × Hub                                | 90 × 100 mm                                                                | 90 × 100 mm |
| Hubraum                                      | 2545 cm³ (nach Steuerformel 2527 cm³)                                      | 2545 cm³ (nach Steuerformel 2527 cm³) |
| Verdichtungsverhältnis                       | 20,5                                                                       | 20,5 |
| Leistung / bei                               | 45 PS (33 kW) bei 3000/min                                                 | 45 PS (33 kW) bei 3000/min |
| Ventilanordnung / -anzahl                    | 1 Einlass, 1 Auslass / hängend                                             | 1 Einlass, 1 Auslass / hängend |
| Ventilsteuerung                              | 1 seitliche Nockenwelle                                                    | 1 seitliche Nockenwelle |
| Nockenwellenantrieb                          | über Stirnräder                                                            | über Stirnräder |
| Gemischbildung                               | Vorkammereinspritzung, mechanisch geregelt;~Bosch 4-Stempel-Einspritzpumpe | Vorkammereinspritzung, mechanisch geregelt;~Bosch 4-Stempel-Einspritzpumpe |
| Kraftstofftank: Anordnung / Fassungsvermögen | im Motorraum / 38 l                                                        | im Heck / 50 l |
| Fahrwerk und Kraftübertragung                |                                                                            | |
| Rahmenausführung                             | Kastenprofil-Pressstahl-Niederrahmen                                       | Kastenprofil-Pressstahl-Niederrahmen |
| Radaufhängung; vorne                         | je 1 Querfeder oben und unten, Hebel-Stoßdämpfer                           | je 1 Querfeder oben und unten |
| Radaufhängung; hinten                        | Pendelachse                                                                | Pendelachse |
| Federung; vorne                              | Querfedern                                                                 | Querfedern |
| Federung; hinten                             | Doppel-Schraubenfedern                                                     | Doppel-Schraubenfedern |
| Lenkung                                      | Schneckenlenkung mit Lenkfinger von ZF, Lizenz Ross                        | Schneckenlenkung mit Lenkfinger von ZF, Lizenz Ross |
| Bremsanlage (Fußbremse)                      | hydraulisch betätigte Trommelbremsen, an Vorder- und Hinterachse           | hydraulisch betätigte Trommelbremsen, an Vorder- und Hinterachse |
| Feststellbremse (Handbremse)                 | mechanisch; Außenbandbremse vorn am Differentialgehäuse                    | mechanisch; auf Antriebswelle, ab 02.1938 auf Hinterräder wirkend |
| Räder                                        | Scheibenräder                                                              | Scheibenräder |
| Felgen                                       | Tiefbettfelge 4,00 E x 16 und 4,50 E x 16                                  | Tiefbettfelge 4,00 E x 16 und 4,50 E x 16 |
| Reifen                                       | 5,25-17 oder 5,50-17                                                       | 5,50-17; ab 02.1938: 6,50-16 |
| Angetriebene Räder                           | Hinterräder                                                                | Hinterräder |
| Kraftübertragung                             | Kardanwelle                                                                | Kardanwelle |
| Getriebe und Fahrleistungen                  |                                                                            | |
| Getriebe                                     | 3-Gang-Schaltgetriebe mit zusätzlichem Schnellgang                         | 4-Gang-Schaltgetriebe ZF |
| Schaltung                                    | Schalthebel Wagenmitte                                                     | Schalthebel Wagenmitte |
| Kupplung                                     | Einscheiben-Trockenkupplung                                                | Einscheiben-Trockenkupplung |
| Getriebeart                                  | Zahnrad-Wechselgetriebe                                                    | Zahnrad-Wechselgetriebe |
| Getriebe-Übersetzung                         | I. 3,33; II. 1,71; III. 1,0; S. 0,73                                       | I. 5,27; II. 2,52; III. 1,50; IV. 1,0 |
| Achsantriebsübersetzung                      | 3,97                                                                       | 6,125 |
| Höchstgeschwindigkeit                        | 90 km/h                                                                    | 94 km/h |
| Kraftstoffverbrauch                          | 11 l                                                                       | 11 l |
| Abmessungen und Gewichte                     |                                                                            | |
| Radstand                                     | 3050 mm                                                                    | 3050 mm |
| Spur vorne / hinten                          | 1340 / 1380 mm                                                             | 1370 / 1390 mm; ab 1938: 1382 / 1412 mm |
| Länge                                        | 4390 mm (Pullman 4550 mm)                                                  | 4580 mm (Pullman 4790 mm) |
| Breite                                       | 1630 mm                                                                    | 1710 mm |
| Höhe                                         | 1600 mm                                                                    | 1610 mm |
| Gewicht des Fahrgestells                     | 1030 kg                                                                    | 1100 kg |
| Leergewicht (Wagengewicht)                   | Pullman-Limousine: 1530 kg                                                 | Limousine: 1550 kg; Pullman-Limousine: 1680 kg |
| Zul. Gesamtgewicht                           | 2100 kg                                                                    | 2125 kg |
| Allgemeine Daten                             |                                                                            | |
| ,Stückzahl                                   | insgesamt 1967 (beide Karosserie-Ausführungen)                             | insgesamt 1967 (beide Karosserie-Ausführungen) |
| Preise                                       | Pullman-Landaulet: 7.900 RM                                                | Fahrgestell: 5.800 RM Limousine (4 Türen): 6.800 RM Cabriolet B: 8.500 RM Cabriolet D: 9.500 RM Pullman-Limousine: 7.600 RM Pullman-Landaulet: 7.900 RM Droschken-Limousine: 6.750 RM Droschken-Landaulet: 6.950 RM |
| Belege                                       |                                                                            | |